# دانشگاه نیمروز
مؤسسه تحصیلات عالی نیمروز، یک نهاد تحصیلی عالی دولتی در شهر زرنج در استان نیمروز افغانستان است. کار ساخت تعمیر برای این نهاد در ۲۸ قوس/آذر ۱۳۹۵ از طرف وزارت تحصیلات عالی افغانستان اعلان گردید و در سال ۱۳۹۶ با جزب دانش‌جویان در رشتهٔ تعلیم و تربیه (آموزش و پرورش) به فعالیت آغاز کرد.

## دانشکده‌ها
- دانشکده تعلیم و تربیه (آموزش و پرورش) در بخش‌های: ادبیات فارسی‌دری، ادبیات پشتو، بخش کیمیا و بخش بیولوژی.[۳]
- دانشکده زراعت